# Psydrax oleifolia
Psydrax oleifolia es una especie de arbusto o pequeño árbol de la familia de las rubiáceas. Es un endemismo del este e interior de Australia.

## Descripción
Es un arbusto o pequeño árbol que alcanza un tamaño de 7 m de alto, con el tronco erguido recto, las ramas rígidas, ± horizontales, en las plantas jóvenes a menudo tienen grandes espinas. La corteza gris. Las hojas más o menos erguidas, estrecha-obovadas u oblongo obovadas,  de 4-5 a 6.5  cm de largo, y 17-24  mm de ancho, el ápice obtuso, la lámina  de color amarillento o verde pálido, gruesa, con venación oscura; el pecíolo en su mayoría de 1 cm de largo. La inflorescencia con pocas flores a muchas, fragantes, en densas panículas cimosas de 2,6 cm de largo. El fruto en forma de drupa globosa comprimida, de 6 mm de ancho, de color negro.

## Taxonomía
Psydrax oleifolia fue descrita por (Hook.) S.T.Reynolds & R.J.F.Hend. y publicado en Austrobaileya 6: 871, en el año 2004.
Sinonimia
- Canthium oleifolium Hook basónimo[3]